# Nhà thờ Thánh Antôn thành Padova ở Tvrdkov
Nhà thờ Thánh Antôn thành Padova ở Tvrdkov (tiếng Séc: Kostel svatého Antonína Paduánského v obci Tvrdkov) là một nhà thờ Công giáo La Mã được xây dựng vào thế kỷ 18, thuộc tổng giáo phận Ostrava-Opava, tọa lạc ở làng Tvrdkov, huyện Bruntál, vùng Moravskoslezský, Cộng hòa Séc. Thánh đường này được công nhận là một di tích văn hóa của Cộng hòa Séc.

## Lịch sử
Làng Tvrdkov được đề cập lần đầu tiên qua các văn bản lịch sử vào năm 1349. Nhà thờ Thánh Antôn thành Padova được xây dựng theo phong cách kiến trúc Baroque trong giai đoạn 1768 - 1776 và được sửa chữa vào năm 1929. Công việc trùng tu nhà thờ ở quy mô lớn diễn ra vào các năm 1967 và năm 1981.
Nhà thờ Thánh Antôn thành Padova ở Tvrdkov thuộc quyền quản lý của giáo hạt Bruntál (một trong những giáo hạt của tổng giáo phận Ostrava-Opava).

## Kiến trúc
Nhà thờ Thánh Antôn thành Padova ở Tvrdkov mang phong cách kiến trúc Baroque, nổi bật với một tòa tháp chuông ở mặt tiền. Gian chính của tòa nhà được thiết kế theo hình bán nguyệt. Các cơ sở vật chất bên trong nhà thờ còn tồn tại cho đến ngày nay bao gồm một cây đàn organ (có từ năm 1899) và bức tranh Tổng lãnh thiên thần Raphael của họa sĩ đến từ Olomouc - Jan Kryštof Handke (1694 - 1774).